# Macrocera uncinata
Macrocera uncinata är en tvåvingeart som beskrevs av Ostroverkhova 1979. Macrocera uncinata ingår i släktet Macrocera och familjen platthornsmyggor. Inga underarter finns listade i Catalogue of Life.